# Albi di Morgan Lost - Fear Novels
Albi del fumetto Morgan Lost - Fear Novels pubblicati nel 2022 e 2023.
| Nr | Titolo                       | Data pubblicazione | Soggetto            | Sceneggiatura       | Disegni                        | Copertina           |
| -- | ---------------------------- | ------------------ | ------------------- | ------------------- | ------------------------------ | ------------------- |
| 1  | L'uomo dell'Altroquando      | luglio 2022        | Claudio Chiaverotti | Claudio Chiaverotti | Giovanni Talami e Lola Airaghi | Fabrizio De Tommaso |
| 2  | Final cut                    | agosto 2022        | Claudio Chiaverotti | Claudio Chiaverotti | Andrea Fattori                 | Fabrizio De Tommaso |
| 3  | Il proiezionista             | settembre 2022     | Claudio Chiaverotti | Claudio Chiaverotti | Luca Maresca                   | Fabrizio De Tommaso |
| 4  | La tana del Bianconiglio     | ottobre 2022       | Claudio Chiaverotti | Claudio Chiaverotti | Giovanni Talami                | Fabrizio De Tommaso |
| 5  | La casa delle bambole        | novembre 2022      | Claudio Chiaverotti | Claudio Chiaverotti | Matteo Mosca e Andrea Fattori  | Fabrizio De Tommaso |
| 6  | Excalibur                    | dicembre 2022      | Claudio Chiaverotti | Claudio Chiaverotti | Francesco Francini             | Fabrizio De Tommaso |
| 7  | L'ultimo giorno dell'umanità | gennaio 2023       | Claudio Chiaverotti | Claudio Chiaverotti | Matteo Mosca                   | Fabrizio De Tommaso |
| 8  | Le memorie di Alatriste      | febbraio 2023      | Claudio Chiaverotti | Claudio Chiaverotti | Luca Maresca                   | Fabrizio De Tommaso |

## L'uomo dell'Altroquando
Morgan Lost si ritrova in carcere in attesa di essere giustiziato dopo i fatti avvenuti nel finale della precedente serie. Sarà proprio la sua nemesi, il serial killer Wallendream, ancora a piede libero, a farlo scagionare, con grande disappunto del Direttore Generale del Tempio della Burocrazia. Nel frattempo Blackraven, un nuovo serial killer che si aggira per New Heliopolis, rapisce la figlia di Regina Dolarhyde, capo della polizia e grande amica di Morgan. Il cacciatore di serial killer si mette così subito alla ricerca dell'uomo.

## Final cut
Morgan Lost continua la sua indagine del serial killer Algernon Blackraven, cercando di salvare la figlia di Regina Dolarhyde, tenuta da lui imprigionata assieme ad una amica. Il cacciatore di serial killer capisce che la pista da seguire è il collegamento dell'uomo con Marnie Goldsmith, una scrittrice fantasy che si trova in carcere in attesa di essere giustiziata per aver ucciso e mangiato tre bambini. Inoltre per Morgan si tratta di una faccenda personale, visto che Blackraven è anche collegato in qualche modo alla sparizione di sua madre, avvenuta quando lui era bambino.

## Il proiezionista
Morgan Lost decide di cambiare mestiere, accettando l'incarico di un giornalista di mettersi sulle tracce di Ellen Crux, un'attrice riservatissima di cui non si ha nessuna informazione, protagonista di un cult movie appena uscito al cinema. Nel frattempo in un piccolo cinema d'essai in cui viene proiettato proprio questo film, il proiezionista, alla notizia che il proprietario ha deciso di convertirlo in cinema a luci rosse, diventa suo malgrado un serial killer. Le strade dei due sono quindi destinate ad incrociarsi tragicamente.

## La tana del Bianconiglio
Un uomo vestito da Bianconiglio di Alice nel paese delle meraviglie, cattura e uccide bambine dagli stessi tratti somatici. Morgan Lost cerca di capire dove possa abitare questo serial killer, restringendo l'area ad un quartiere specifico di New Heliopolis. Qui trova un gruppetto di bambini che lo mettono sulle tracce di uomo che abita proprio in quella zona. Assieme al detective della polizia Octavia, i due cercano di mettere alle strette l'uomo per capire se sia realmente lui l'assassino. 

## La casa delle bambole
Un uomo travestito da marionetta uccide una ragazza a New Heliopolis e successivamente chiama una ragazza per informarla del delitto. Questa ragazza si guadagna da vivere facendo la bambola umana in una casa assieme ad altre colleghe. Morgan Lost, assieme ad Octavia, cerca di risalire all'identità dell'uomo, che nel frattempo uccide un'altra donna per poi contattare nuovamente la ragazza bambola. Nel frattempo Igraine tenta il suicidio ingerendo delle pillole, ma contatta in tempo Morgan che, recatosi a casa sua, riesce a salvarla.

## Excalibur
Mentre Morgan Lost è impegnato nella caccia ad un serial killer, perde la sua pistola che viene successivamente raccolta da una donna ossessionata da lui. Per lei questo è il fattore scatenante per iniziare ad utilizzare l'arma uccidendo persone casualmente, diventando quindi il successivo serial killer al quale Morgan darà la caccia, cercando inoltre di salvare una donna che ha fornito informazioni, avendo visto la persona che raccoglieva la pistola.

## L'ultimo giorno dell'umanità
Durante la festa per la ricorrenza della nascita di George Washington, un uomo travestito come tanti proprio come il padre fondatore degli USA, ne approfitta per commettere indisturbato un omicidio. A questo ne seguirà un altro, rendendolo di fatto il prossimo serial killer a cui Morgan Lost deciderà di dare la caccia. Nel frattempo Morgan viene abbordato da una donna all'interno del bar che solitamente frequenta, ritrovo di tutti i cacciatori di serial killer suoi amici.

## Le memorie di Alatriste
A New Heliopolis sembra essere riapparso Alatriste, un serial killer travestito da mago che uccideva le sue vittime durante i suoi giochi di prestigio. L'uomo era stato ucciso anni prima dall'attuale capo della polizia Octavia Ring, assieme all'allora suo partner, morto proprio durante l'operazione in corso per la cattura dell'assassino. Octavia crede quindi si tratti di un suo emulatore e chiede l'aiuto di Morgan Lost per catturarlo. I due coinvolgeranno anche Pandora per tracciare un profilo psicologico del nuovo Alatriste.